# Глина
Глина је пластични полувезан седимент настао дијагенезом (везивањем) муља, пелитског материјала транспортованог водом и исталоженог у воденој средини. Осим глина које постају транспортом и таложењем муљевитог материјала, постоје и оне које су постале и остале на месту распадања примарног материјала. То су такозване резидуалне или седиментарне глине. Овај пелитски материјал може бити везан или исушивањем или истискивањем воде под притиском горњих слојева. Глина представља средњи стадијум у дијагенези муљевитог материјала. Под утицајем притисака, или врло интензивним исушивањем, овај материјал губи пластичност и прелази у чврсту слојевиту стену која се назива глинац.
Глина је тип ситнозрног природног земљишног материјала који садржи минерале глине (хидрозни филосиликати алуминијума, нпр. каолинит, Al2Si2O5(OH)4). Већина чистих минерала глине су беле или светле боје, али природне глине показују различите боје од нечистоћа, као што је црвенкаста или браонаста боја од малих количина оксида гвожђа.
Глине развијају пластичност када су мокре, али се могу очврснути печењем. Глина је најдуже познати керамички материјал. Праисторијски људи открили су корисна својства глине и користили је за прављење грнчарије. Неки од најранијих уломака грнчарије датирани су на око 14.000 година пре нове ере, а глинене плоче су биле први познати медиј за писање. Глина се користи у многим савременим индустријским процесима, као што су производња папира, производња цемента и хемијско филтрирање. Између једне половине и две трећине светске популације живи или ради у зградама направљеним од глине, често печене у циглу, као суштинског дела њене носиве конструкције.
Глина је веома честа супстанца. Шкриљац, формиран углавном од глине, је најчешћа седиментна стена. Иако многе природне наслаге укључују и муљ и глину, глине се разликују од других ситнозрнатих земљишта по разликама у величини и минералогији. Муљ, који су ситнозрна тла која не укључују минерале глине, обично имају веће величине честица од глине. Мешавине песка, муља и мање од 40% глине називају се иловача. Земљишта са високим садржајем глине која бубри (експанзивна глина), која су минерали глине која се лако шири када апсорбује воду, представљају велики изазов у грађевинарству.

## Особине
Дефинишуће механичко својство глине је њена пластичност када је мокра и њена способност да се стврдне када се осуши или пече. Глине показују широк спектар садржаја воде у оквиру којих су веома пластичне, од минималног садржаја воде (која се назива пластична граница) где је глина довољно влажна да се обликује, до максималног садржаја воде (која се назива граница течности) где је обликована глина тек довољно сува да задржи свој облик. Граница пластичности каолинитне глине се креће од око 36% до 40%, а њена течност се креће од око 58% до 72%. Висококвалитетна глина је такође жилава, мерено количином механичког рада потребног да се узорак глине равно котрља. Његова чврстина одражава висок степен унутрашње кохезије.
Глина има висок садржај глинених минерала који јој дају пластичност. Минерали глине су водени алуминијумски филосиликатни минерали, састављени од јона алуминијума и силицијума који су повезани у мале, танке плоче међусобним повезивањем кисеоника и хидроксидних јона. Ове плоче су чврсте, али флексибилне, а у влажној глини се лепе једна за другу. Добијени агрегати дају глини кохезију која је чини пластичном. У каолинитној глини, веза између плоча је обезбеђена филмом молекула воде који водонично везује плоче заједно. Везе су довољно слабе да омогуће да плоче клизе једна поред друге када се глина обликује, али довољно јаке да држе плоче на месту и омогућавају обликованој глини да задржи свој облик након што је обликована. Када се глина осуши, већина молекула воде се уклања, а плоче се везују водоником директно једна за другу, тако да је осушена глина крута, али још увек крхка. Ако се глина поново навлажи, поново ће постати пластична. Када се глина пече до ступња земљаног посуђа, реакција дехидрације уклања додатну воду из глине, узрокујући да глинене плоче неповратно приањају једна за другу преко јачег ковалентног везивања, што јача материјал. Минерал глине каолинит се претвара у неглинени материјал, метакаолин, који остаје крут и тврд ако се поново навлажи. Даље печење кроз фазе од камена и порцелана додатно рекристализује метакаолин у још јаче минерале као што је мулит.
Мала величина и плочасти облик честица глине дају минералима глине велику површину. У неким минералима глине, плоче носе негативно електрично наелектрисање које је уравнотежено околним слојем позитивних јона (катјона), као што су натријум, калијум или калцијум. Ако се глина помеша са раствором који садржи друге катјоне, они могу заменити места са катјонима у слоју око честица глине, што глини даје висок капацитет за размену јона. Хемија минерала глине, укључујући њихов капацитет да задрже хранљиве катјоне као што су калијум и амонијум, важна је за плодност земљишта.
Глина је уобичајена компонента седиментних стена. Шкриљац се углавном формира од глине и најчешћи је вид седиментних стена. Међутим, већина наслага глине је нечиста. Многе природне наслаге укључују и муљ и глину. Глине се разликују од других ситнозрних земљишта по разликама у величини честица и минералогији. Муљ, који су ситнозрна тла која не укључују минерале глине, обично имају веће величине честица од глине. Међутим, постоји извесно преклапање у величини честица и другим физичким својствима. Разлика између муља и глине варира у зависности од дисциплине. Геолози и научници земљишта обично сматрају да се раздвајање дешава при величини честица од 2 μm (глина је финија од муља), седиментолози често користе 4–5 μm, а колоидни хемичари користе 1 μм. Честице величине глине и минерали глине нису исти, упркос степену преклапања у њиховим дефиницијама. Геотехнички инжењери праве разлику између муља и глине на основу својстава пластичности тла, мерених Атерберговим границама тла. ISO 14688 оцењује честице глине као мање од 2 μм и честице муља као веће. Мешавине песка, муља и мање од 40% глине називају се иловача.
Неки минерали глине (као што је смектит) се описују као минерали глине која бубри, јер имају велики капацитет да упијају воду, а када то чине, значајно се повећавају у запремини. Када се осуше, враћају се на првобитни волумен. Ово производи карактеристичне текстуре, као што су пукотине од блата или текстура „кокица”, у наслагама глине. Земљишта која садрже минерале бубреће глине (као што је бентонит) представљају значајан изазов за грађевинарство, јер глина која бубри може сломити темеље зграда и уништити корита пута.

## Минерални састав
Глине и глинци су веома распрострањене седиментне стене. Састоје се од минерала глина и разних примеса.
Међу минералима глина најважнији су каолинит, хидролискуни (илит), монморионит, и други алуминијски силикати. Споредним састојцима у глинама сматрамо зрна кварца и, веома ретко, циркона, апатита, граната и других. Глине често као примесе садрже и хидроксиде гвожђа, који стену пигментирају црвенкасто, жуто, или мркоцрвено. Често садрже и органске супстанце (нарочито битумију), које им опет дају тамносиву, па чак и црну боју. Мале количине мангана боје стену зеленкасто.
У глинама може преовлађивати један од минерала глина, и тада су то мономинералне глине, или је неколико минерала заступљено у приближним количинама, када их називамо полиминералним.

### Врсте глина према минералном саставу
- каолинитске или ватросталне глине, које су претежно изграђене од каолинита. Често настају и као продукти распадања на месту, у непосредној близини матичне стене (обично гранита). Употребљавају се у индустрији порцелана и електропорцелана, затим у ливачкој индустрији, када морају имати мали садржај гвожђа и високу ватросталност.
- монморионитске глине, изграђене су претежно од монморионита. Имају јако изражену особину бубрења и апсорпције органских материја. Користе се у индустрији фине керамике, текстилној индустрији, ливачкој индустрији, индустрији шећера, итд. Бентонитске глине су по саставу монморионитске глине, које настају изменама вулканског пепела - туфова. За индустријске потребе, бентонитске глине морају имати бар 80% монморионита.
- ума, или сукнарска глина, такође је монморионитска глина. То је глина са великом способношћу за упијање масти, и некада је употребљавана у сукнарству, по чему је и добила име. Ума обично садржи повећану количину магнезијума и калцијума. Као ума се користила и свака монморионитска масна глина, укључујући и бентонит.
- иловаче су нечисте глине које садрже песак и калцијум - карбонат. Употребљавају се у цигларској индустрији, ако састав глина није строго стандардизован. Песковита иловача је нечиста глина са великим садржајем песка, као кластичног компонента.
- лапоровита глина, садржи калцијум - карбонат, обично 5 - 15%.

Боја глине зависи од јако малих количина разних примеса и степена оксидације код припреме. Искуства показују, да је глина боље активна, ако је дуже била изложена сунцу, ваздуху и киши. Зелена глина обично се користи у лековите сврхе, док се у козметици предност даје бијелој глини.

### Врсте глине по боји
- бела
- сива
- смеђа
- црвена
- зелена

### Геолошки састав глине
Састав сиве глине словенског порекла (Болус глина из Коменде, Словенија) је:
- Силицијум – 63,20%
- Алуминијум – 20,0%
- Оксид гвожђа – 2,60%
- Калцијум оксид – 0,41%
- Магнезијум оксид – 1,30%
- Калијум оксид – 3,40%
- Титанијумов оксид – 0,98%
- Натријум оксид – 1,30%

Просечни састав зелене глине италијанског порекла је:
- Силицијум – 46,7%
- Алуминијум – 11,30%
- Оксид гвожђа – 5,20%
- Калцијум оксид – 10,60%
- Магнезијум оксид – 4,95%
- Калијум оксид – 2,70%
- Титанов оксид – 0,65%
- Натријум оксид – 1,30%

Просечни састав зелене глине француског порекла је:
- Силицијум – 49,10%
- Алуминијум – 14,61%
- Оксид гвожђа – 5,65%
- Калцијум оксид – 4,44%
- Магнезијум оксид – 4,24%
- Калијум оксид – 3,08%
- Титанов оксид – 0,74%
- Натријум оксид – 7,40%

Можемо видети да су саставни елементи глине практично непроменљиви иако постоје одређене разлике зависно од места порекла.

## Подела глина према постанку
Према месту постанка, глине делимо на речне, барске, језерске и маринске. Специфично место овде свакако заузимају седиментарне (резидуалне) глине.
- Барске глине имају обично сочиваст начин појављивања, загађене су шљунком, песком и органском материјом, при чему је дебљина сочива редовно мала.
- Језерске глине су слојевите и могу имати знатно распрострањење. Садржај крупније фракције у глини расте према обалској линији. Ова лежишта дају добре ватросталне каолинитске глине.
- Маринске глине стварају се у дубокоморском и приобалном региону. У приобалном делу материјал је слабије сортиран. Слојевитост је честа, али се маринске глине јављају и у облику сочива. Дубокоморске глине обично имају велико хоризонтално распрострањење и уједначену гранулацију и састав.
- Шљунковита иловача (ледничка глина) настаје од најситнијег материјала који није транспортован водом, него ледом. Сем пелитских честица, обично је у овом седименту присутно и доста крупнијег детритуса, по чему је и добила име. Због краћег транспорта и мањег дејства воде на материјал, много је хетерогенијег састава него обичне глине. По саставу се ова глина доста приближава лесу. Ледничке глине нису слојевите стене. Класирање материјала по крупноћи је веома слабо. И шљунковита иловача може да се користи у цигларској индустрији.
- Црвеница или terra rossa представља пелитски материјал који настаје распадањем кречњака. При разарању кречњака, калцијум - карбонатна супстанца бива одношена водом, а у остатку распадања концентришу се оксиди и хидроксиди гвожђа и алуминијума. Име је добила због карактеристичне црвене боје, која потиче од повећаног садржаја гвожђа. Уз оксиде и хидроксиде гвожђа и минерала глина у овим стенама концентришу се често и бокситни минерали (интересантни као сировина за довијање алуминијума).
- Уљни шкриљци су пелитске стене које садрже преко 10% органске материје, керогена. То су тамносиве, тамномрке или жутомрке стене настале у већим језерима, мочварама и плитководним деловима шелфа.

## Појављивање глина
Глине су обично слојевити до танкослојевити седименти, каткад неправилно слојевити, тракасти или сочивасти. Коса слојевитост није карактеристична. Само резидуалне глине обично нису слојевите и садрже доста минерала примарне матичне стене, поготово кварца (ако га је било у примарној стени) те се због тога, пре употребе, морају пречишћавати.

## Употребе и ограничења

### Глина у индустрији и грађевинарству
Глине су стене, које могу, ако су чисте, представљати изванредан материјал за индустријске потребе.
Са друге стране, представљају, за грађевинаре, веома непогодно тло за градњу, због особине да не пропуштају воду. На слојевима глине стварају се клизишта која могу да угрозе све грађевинске објекте. Носивост глина је изузетно мала, заправо, ове стене подносе само минимална оптерећења. Зато се глиновита земљишта пре градње електрохемијски консолидују.

### Глина у медицини и козметици

#### Зелена глина кроз историју
Уз сунце, ваздух и воду, чије виталне елементе садржи, глина је једно од најмоћнијих и најстаријих средстава физичког обнављања. Вишеструко лековито делује на организам - подстиче зацељивање рана, чисти и храни кожу.
Многе генерације пре нас су веровале у моћ глине. У древном Египту, лековита моћ глине је била добро позната. Зелена глина се користила за лечење и мумифицирање фараона. Древни Грци су употребљавали глину за лечење прелома: на фрактуру су ставили гипсане траке намазане глиненим блатом.
Диоскорид је говорио о томе да глина поседује изузетно лековите моћи. Сматрао је да глина има божанску интелигенцију и сама проналази и лечи све болести у организму. Гален, познати грчки филозоф и лекар, написао је трактат о лечењу зеленом глином.
Арапи Авицена, принц међу лекарима, предавао је терапију глином хиљадама својих ученика.

#### Својства глине
Бројна лековита својства глине не потичу искључиво од њених хемијских особина. И остали чинитељи, као што је начин припремања, способност размјене јона у процесима осмозе, њена способност сушења на сунцу, гранулометрија и претварање у прах (као основни динамични процес) утичу на деловање глине, која још увек нису у потпуности објашњена.
Глина има својства:
- антисептик
- антитоксично дејство
- способност апсорпције (упијања)
- антибактеријско својство
- помаже зарастању рана
- извор енергије

Глина за разлику од хемијских антисептика, не уништава аутоматски оболело и здраво место већ својом природном интелигенцијом делује искључиво тамо где је то потребно, водећи рачуна о оним регенеративним елементима који доприносе брзом излечењу.
Поједини аутори се позивају на експеримент изведен у Француској, када је одређеном броју мишева убризган раствор стрихнина; смрт је наступила неколико минута касније. Иста доза, али с додатком мале количине глине, дата је затим другим мишевима, који су поднели отров без икаквих тегоба. Доктор В.де Зидер је написао: Лековите земље нису делотворне само у случајевима цревне интоксикације и њихових бројних последица на организам, него и у случајевима свих врста тровања.
Способност апсорпције(упијања) масовно се користи у индустрији ради уклањања неугодних мириса и укуса из медицинског уља или прехрамбених супстанци, као што је на пример маргарин, али и због своје способности уклањања боје, односно филтрирања.
Према анализама професора Лаборда с Фармацеутског факултета у Страсбургу, лековита глина је стерилна. Односно, она је у потпуности лишена микроорганизама. Њена радиоактивност у различитим концентрацијама износи од 0,3 до 1,25 Мацхових јединица, што је довољно за уништавање бактерија и за стимулативно деловање, апсолутно нешкодљиво за човека и животиње.
Због своје способности апсорпције и антибактеријскога деловања глина се користи у лечењу повреда и рана.Осим тога, садржи и велику количину базних елемената који утичу на алкалност организма. Захваљујући својим основним својствима, лековита глина има велик утицај као биокатализатор, посебно код везивних ткива.
У глини су концентрисани природна сунчева енергија и ваздушни и водени магнетизам. Према Рамолу Монтованија: На оболело место кашасти глинени облог делује као снажни магнетни животни талас, који продире у орган дајући му снагу, виталност, здравље, спречавајући све што је негативно и што би могло бити узрок болести.

## Топитељи
Топитељи су такве материје, који при печењу керамичке масе ступају у реакцију са основним сировинама, образујући лакотопива једињења. При увођењу топитеља у састав керамичких маса постиже се снижавање температуре синтеровања и смањује ватросталност, због чега повећава густину печеног црепа, чврстоћа на притисак и савијање и смањује упијање воде. С друге стране, са повећањем количине топитеља механичка чврстоћа материјала се снижава на високим температурама. Поред тога, топитељи делују и као опошћивачи јако пластичних керамичких маса па утичу на смањење скупљања при печењу. Сви топитељи се могу поделити на две основне групе:
- прави топитељи, тј. материје чији је утицај условљен њиховим ниском температуром топљења;
- материје са високом температуром топљења, које реагују при загревању са компонентама керамичке масе и дају лако топива једињења.

Типични представници прве групе топитеља су фелдспати и пегматити. У другој групи су доломит и магнезит (материјали друге групе се могу такође користити и као основне сировине у индустрији ватросталних производа).